# John Barnes
John Charles Bryan Barnes (* 7. listopad 1963, Kingston) je bývalý anglický fotbalista narozený na Jamajce. Hrával na pozici záložníka či útočníka.
V dresu anglické reprezentace odehrál 79 utkání a vstřelil 11 gólů. Hrál v jejím dresu na mistrovství světa v Mexiku roku 1986 a v Itálii roku 1990 (4. místo). Zúčastnil se též mistrovství Evropy roku 1988.
S Liverpoolem se stal dvakrát mistrem Anglie (1987/88, 1989/90) a dvakrát získal FA Cup (1988/89, 1991/92).
Dvakrát byl vyhlášen anglickým fotbalistou roku v anketě FWA (1988, 1990), jednou v anketě PFA (1988). V anketě Zlatý míč, která hledala nejlepšího fotbalistu Evropy, se umístil třikrát, roku 1987 byl šestý, roku 1990 osmnáctý a roku 1989 devatenáctý.